# Кюк-Тульза (кантон)
Кюк-Тульза́ (фр. Cuq-Toulza, окс. Cuc Tolzan) — упразднённый кантон во Франции, находился в регионе Юг — Пиренеи, департамент Тарн. Входил в состав округа Кастр.
Код INSEE кантона — 8110. Всего в состав кантона Кюк-Тульза входили 11 коммун, из них главной коммуной являлась Кюк-Тульза.
Кантон был упразднён в марте 2015 года.

## Население
Население кантона на 2009 год составляло 2494 человека.
| 1962 | 1968 | 1975 | 1982 | 1990 | 1999 | 2009 |
| ---- | ---- | ---- | ---- | ---- | ---- | ---- |
| 1836 | 2215 | 1919 | 1931 | 2007 | 2148 | 2494 |

## Коммуны кантона
| Коммуна         | Население, чел. (2010) | Код INSEE | Почтовый индекс |
| --------------- | ---------------------- | --------- | --------------- |
| Агю             | 239                    | 81001     | 81470           |
| Альган          | 212                    | 81006     | 81470           |
| Камбон-ле-Лавор | 262                    | 81050     | 81470           |
| Кюк-Тульза      | 677                    | 81076     | 81470           |
| Лакруазиль      | 127                    | 81127     | 81470           |
| Монже           | 287                    | 81179     | 81470           |
| Моран-Скопон    | 174                    | 81162     | 81470           |
| Музан           | 126                    | 81189     | 81470           |
| Пешодье         | 180                    | 81205     | 81470           |
| Пюэшурси        | 87                     | 81214     | 81470           |
| Роквидаль       | 122                    | 81229     | 81470           |